# Йоган Ґоттліб Ган
Йоган Ґоттліб Ґан (швед. Johan Gottlieb Gahn; *19 серпня 1745, Вокснабрюк — † 8 грудня 1818 Фалун) — шведський хімік і металург. Отримав металевий марганець у 1774 році.

## Біографія
Юхан Ґотліб Ґан народився 19 серпня 1745 року у Вокснабрюку — містечку на півдні Хельсінгланду у Швеції в родині Ганса Якоба Ґана і Анни-Марії Шульц. Братом Й. Ґана є відомий лікар Генрік Ґан (в честь нього Г. Фостер. Назвав рід Gahnia сімейства осокових).
З 1762 по 1770 роки Йоган Ґан навчався в університеті Уппсали, де познайомився з мінералогом Торберн Бергманом і хіміком Карлом Шеєле.
У 1770 Йоган Ґан був першим, хто виявив, що в кістках міститься фосфор. У 1771 року Шеєле підтвердив, що кістки в основному складаються з фосфату кальцію). Також він запропонував спосіб отримання фосфору з кісткової золи за рахунок обробки її сірчаною кислотою і відновленням одержаних таким чином кислих фосфатів вугіллям при нагріванні.
У 1770 році оселився в місті Фалун, де вніс ряд поліпшень у виробництво та виплавки міді. Крім того, брав участь у створенні заводів, що виробляють купорос, сірку і червону фарбу.
У 1774 році К. Шеєле показав, що в руді піролюзиту міститься невідомий метал і послав зразки руди Й. Ґану. Ган, нагріваючи в печі піролюзит з вугіллям, отримав металевий марганець.
У тому ж 1774. Шеєле і Йоган Ґан відкрили оксид барію, який визнали новим хімічним елементом і дали йому назву барит (від грец. βαρύς — важкий). Коли в 1808 році англійський хімік Г. Деві виділив металевий барій, назва барит залишилася за мінералом, а новий елемент отримав ім'я барій
У 1784 році Ґан був обраний членом Шведської королівської академії наук.